# VDI 6026
Die Richtlinie VDI 6026 entstand erstmals im Jahr 2007 im Fachbereich Technische Gebäudeausrüstung (TGA) des Vereins Deutscher Ingenieure und wurde seitdem stetig erweitert und an aktuelle Entwicklungen angepasst. Sie ist in den Sprachen Deutsch und Englisch verfasst.

## Gliederung und Inhalt der Richtlinienreihe VDI 6026
| Dokumentennr.      | Titel | Ausgabedatum | Status        |
| ------------------ | --- | ------------ | ------------- |
| VDI 6026           | Planen, Bauen, Betreiben - Inhalte und Beschaffenheit von zugehörigen Planungs-, Ausführungs- und Revisionsunterlagen der technischen Gebäudeausrüstung                                 | 2007-03      | Zurückgezogen |
| VDI 6026 Blatt 1   | Dokumentation in der Technischen Gebäudeausrüstung - Inhalte und Beschaffenheit von Planungs-, Ausführungs- und Revisionsunterlagen                                                     | 2008-05      | Zurückgezogen |
| VDI 6026 Blatt 1   | Dokumentation in der Technischen Gebäudeausrüstung - Inhalte und Beschaffenheit von Planungs-, Ausführungs- und Revisionsunterlagen                                                     | 2022-08      | Aktuell       |
| VDI 6026 Blatt 1.1 | Dokumentation in der technischen Gebäudeausrüstung - Inhalte und Beschaffenheit von Planungs-, Ausführungs- und Revisionsunterlagen - FM-spezifische Anforderungen an die Dokumentation | 2015-04      | Aktuell       |

### VDI 6026 Blatt 1
Diese VDI-Richtlinie beschreibt den Inhalt der Unterlagen, die im Rahmen der Abwicklung eines Bauprojekts mit TGA (Planung, Ausführung oder Betrieb einer TGA-Anlage) unter den Beteiligten (Bauherrn/Auftraggeber, Architekten, Fachplaner, ausführende Unternehmen, Betreiber etc.) auszutauschen sind. Durch die Richtlinie werden keine neuen Begriffe eingeführt. Die Richtlinie baut vielmehr auf den gängigen Instrumenten der Bauplanung: der VOB, der HOAI, der DIN 276 und der VDI 4700 auf. Es wird in dem Dokument allerdings darauf hingewiesen, dass die Inhalte der HOAI und VOB/B bzw. VOB/C untereinander nicht koordiniert sind. Durch die Verwendung von den genannten Verfahrensanweisungen als Basis werden durch diese Richtlinie keine eigenständigen, neuen Verpflichtungen zur Erstellung der Planungs-, Ausführungs- und Revisionsunterlagen geschaffen, sondern die bestehenden Regelungen aufbereitet und die Inhalte zweifelsfrei benannt.
Durch eine frühzeitige Implementierung der VDI 6026 in den Planungsprozess von Bauvorhaben, beispielsweise durch die Benennung der Richtlinie in den TGA-Planungsverträgen, kann die Leistungsdefinition so angepasst werden, dass spätere Konflikte zwischen den Beteiligten vermieden werden und die Realisierung von dem Projekt beschleunigt wird.

### VDI 6026 Blatt 1.1
Diese Richtlinie konkretisiert ergänzend zu der VDI 6026 Blatt 1 den Inhalt der Dokumentationsunterlagen abgestimmt auf die Anforderungen des Facility-Managements (FM).